# Muối bơ
Muối bơ là gia vị bột phát triển vào cuối thế kỷ 20 nhằm mục đích phối hợp và pha trộn hai vị của muối ăn và bơ. Nó là một loại bột mịn vàng có nguồn gốc từ muối và có hương bơ. Muối bơ thường dùng nêm vào bắp rang. Thánh phần bao gồm muối ăn, hương bơ và màu thực phẩm.